# Бауман, Алекс (бобслеист)
А́лекс Ба́уман (нем. Alex Baumann, 9 марта 1985, Санкт-Галлен) — швейцарский бобслеист, разгоняющий, выступает за сборную Швейцарии с 2007 года. Серебряный призёр зимних Олимпийских игр 2014 года в двойках (с пилотом Беатом Хефти). Обладатель нескольких медалей Кубка мира, неоднократный победитель и призёр национальных первенств, различных этапов Кубка Европы.

## Биография
Алекс Бауман родился 9 марта 1985 года в городе Санкт-Галлен одноимённого кантона. Активно заниматься бобслеем начал в 2007 году, тогда же в качестве разгоняющего прошёл отбор в национальную сборную и стал ездить на крупные международные старты, порой показывая довольно неплохой результат. В ноябре дебютировал в Кубке Европы и на этапе в австрийском Иглсе с четвёркой сразу же выиграл бронзовую медаль, а спустя месяц на трассе в итальянской Чезане уже взял золото. На молодёжном чемпионате мира 2008 года был с четвёркой девятым. В следующем сезоне впервые поучаствовал в заездах Кубка мира, на своём первом этапе в немецком Винтерберге финишировал с четырёхместным экипажем двенадцатым. В ноябре 2009 года завоевал золотую медаль мирового кубка, когда на этапе в американском Парк-Сити разгонял боб Беата Хефти.
В 2010 году Бауман помимо прочих соревнований выступал на молодёжном домашнем чемпионате мира в Санкт-Морице, где с четвёркой был шестым. Из-за высокой конкуренции в сборной некоторое время вынужден был выступать на менее значимых второстепенных турнирах вроде европейского кубка, хотя был здесь весьма успешен, выиграл несколько медалей. В феврале 2011 года впервые в карьере побывал на взрослом чемпионате мира, на трассе немецкого Кёнигсзее пришёл к финишу десятым с двухместным экипажем и восьмым с четырёхместным. На мировом первенстве в Лейк-Плэсиде в точности повторил результат предыдущего года, десятое место в двойках и восьмое в четвёрках. Сезон 2012/13 получился для него наиболее удачным, находясь в экипаже Хефти, на различных этапах Кубка мира Алекс Бауман взял две серебряные награды и одну золотую.